# Coalizão Reagan
A Coalizão Reagan foi a combinação de eleitores que o presidente Ronald Reagan reuniu para produzir uma grande aliança politica com a sua vitória eleitoral esmagadora nas eleições presidenciais dos Estados Unidos de 1980. A coligação foi possível devido à perda do democrata Jimmy Carter na Eleição presidencial nos Estados Unidos em 1980, perdendo eleitores na maioria dos grupos socioeconómicos. Em 1984, Reagan confirmou seu apoio ao conquistar quase 60% dos votos populares, conseguindo 525 delegados e vencendo em 49 dos 50 estados dos Estados Unidos.
Os Reagan Democratas eram membros do Partido Democrata antes e depois da presidência de Reagan, mas votaram em Reagan em 1980 e 1984 e em seu vice-presidente, George H. W. Bush, em 1988, produzindo suas vitórias esmagadoras. Eram, em sua maioria , operários brancos, socialmente conservadores, que viviam na região Nordeste dos Estados Unidos, sendo atraídos pelo conservadorismo social de Reagan em questões como a legalização do aborto e por sua política externa agressiva. Eles não continuaram a votar nos republicanos após a presidência de George H. W. Bush, fazendo com que o termo caísse em desuso, exceto como referência à década de 1980.
A coligação Reagan começou a desmoronar-se depois de 1988, quando Reagan foi inelegível para a reeleição e Bush venceu o democrata Michael Dukakis. Bush perdeu mais de 5 milhões de votos e 100 votos eleitorais em comparação com o que Reagan ganhou quatro anos antes. Em 1992, Bush enfrentou uma competição competitiva nas primárias com Pat Buchanan, ainda ganhando a indicação republicana com 72% dos votos. Bush acabou perdendo as eleições gerais contra o democrata Bill Clinton, com pesquisas de saída mostrando Bush retendo 66% dos votos republicanos, Clinton ganhando 12% e o candidato independente Ross Perot ganhando 21%. Em 1996, o republicano Bob Dole perdeu para Clinton, obtendo 68% dos votos republicanos, melhorando a margem de Bush, enquanto Clinton obteve 23% e Perot 7%.